# WEVZA Cup 2024
La WEVZA Cup 2024, 3ª edizione della omonima competizione di pallavolo femminile, si è svolta dal 18 al 22 settembre 2024: al torneo hanno partecipato sei squadre di club afferenti alla WEVZA e la vittoria finale è andata per la prima volta alla Roma Club.

## Regolamento

### Formula
La formula ha previsto:
- Fase a gironi, disputata con girone all'italiana: le prime due classificate di ogni girone hanno acceduto alla fase finale.
- Fase finale, disputata con semifinali, finale per il terzo posto e finale[2].

### Criteri di classifica
Se il risultato finale è stato di 3-0 o 3-1 sono stati assegnati 3 punti alla squadra vincente e 0 a quella sconfitta, se il risultato finale è stato di 3-2 sono stati assegnati 2 punti alla squadra vincente e 1 a quella sconfitta.
L'ordine del posizionamento in classifica è stato definito in base a:
- Numero di partite vinte;
- Punti;
- Ratio dei set vinti/persi;
- Ratio dei punti realizzati/subiti;
- Risultati degli scontri diretti.

## Squadre partecipanti
- Béziers
- Terville Florange
- Roma Club
- Heidelberg
- Kiele
- Academy

## Torneo

### Fase a gironi
| Girone A   | Girone B          |
| ---------- | ----------------- |
| Béziers    | Terville Florange |
| Heidelberg | Roma Club         |
| Kiele      | Academy           |

#### Girone A

##### Risultati
| 18 settembre 2024 Palazzetto dello Sport, Roma Durata: 2h:21 - Spettatori: 100 | Béziers | 2 - 3 | Heidelberg | 22-25, 25-21, 20-25, 25-23, 11-15 |
| 19 settembre 2024 Palazzetto dello Sport, Roma Durata: 1h:56 - Spettatori: 50  | Kiele   | 2 - 3 | Heidelberg | 25-22, 25-20, 17-25, 20-25, 9-15  |
| 20 settembre 2024 Palazzetto dello Sport, Roma Durata: 1h:08 - Spettatori: 150 | Béziers | 3 - 0 | Kiele      | 25-20, 25-11, 25-20               |

##### Classifica
| Pos. | Squadra    | Pt | G | V | P | SV | SP | Ratio | PF  | PS  | Ratio |
| ---- | ---------- | -- | - | - | - | -- | -- | ----- | --- | --- | ----- |
| 1.   | Heidelberg | 4  | 2 | 2 | 0 | 6  | 4  | 1,500 | 216 | 199 | 1,085 |
| 2.   | Béziers    | 4  | 2 | 1 | 1 | 5  | 3  | 1,666 | 178 | 160 | 1,112 |
| 3.   | Kiele      | 1  | 2 | 0 | 2 | 2  | 6  | 0,333 | 147 | 182 | 0,807 |

      Qualificata alla fase finale.

#### Girone B

##### Risultati
| 18 settembre 2024 Palazzetto dello Sport, Roma Durata: 0h:59 - Spettatori: 430 | Roma Club | 3 - 0 | Terville Florange | 25-14, 25-15, 25-10 |
| 19 settembre 2024 Palazzetto dello Sport, Roma Durata: 1h:06 - Spettatori: 100 | Academy   | 0 - 3 | Terville Florange | 11-25, 18-25, 17-25 |
| 20 settembre 2024 Palazzetto dello Sport, Roma Durata: 1h:02 - Spettatori: 200 | Roma Club | 3 - 0 | Academy           | 25-18, 25-12, 25-11 |

##### Classifica
| Pos. | Squadra           | Pt | G | V | P | SV | SP | Ratio | PF  | PS  | Ratio |
| ---- | ----------------- | -- | - | - | - | -- | -- | ----- | --- | --- | ----- |
| 1.   | Roma Club         | 6  | 2 | 2 | 0 | 6  | 0  | MAX   | 150 | 80  | 1,875 |
| 2.   | Terville Florange | 3  | 2 | 1 | 1 | 3  | 3  | 1,000 | 114 | 121 | 0,942 |
| 3.   | Academy           | 0  | 2 | 0 | 2 | 0  | 6  | 0,000 | 87  | 150 | 0,580 |

      Qualificata alla fase finale.

### Fase finale

#### Finale 1º e 3º posto
|  | Semifinali | Semifinali        | Semifinali |            |    | Finale          | Finale            | Finale          |  |
|  |            |                   |            |            |    |                 |                   |                 |  |
|  | 1B         | Roma Club         | 3          |            |    |                 |                   |                 |  |
|  | 1B         | Roma Club         | 3          |            |    |                 |                   |                 |  |
|  | 2A         | Béziers           | 1          |            |    |                 |                   |                 |  |
|  | 2A         | Béziers           | 1          |            | 1B | Roma Club       | 3                 |                 |  |
|  |            |                   |            |            | 1B | Roma Club       | 3                 |                 |  |
|  |            |                   | 1A         | Heidelberg | 1  |                 |                   |                 |  |
|  | 1A         | Heidelberg        | 1A         | Heidelberg | 1  | 3               |                   |                 |  |
|  | 1A         | Heidelberg        |            |            |    | 3               |                   |                 |  |
|  | 2B         | Terville Florange | 2          |            |    | Finale 3º posto | Finale 3º posto   | Finale 3º posto |  |
|  | 2B         | Terville Florange | 2          |            |    |                 |                   |                 |  |
|  |            |                   |            |            |    |                 |                   |                 |  |
|  |            |                   |            |            |    | 2A              | Béziers           | 3               |  |
|  |            |                   |            |            |    | 2A              | Béziers           | 3               |  |
|  |            |                   |            |            |    | 2B              | Terville Florange | 2               |  |

##### Semifinali
| 21 settembre 2024 Palazzetto dello Sport, Roma Durata: 1h:49 - Spettatori: 600 | Roma Club  | 3 - 1 | Béziers           | 25-22, 25-18, 21-25, 25-16        |
| 21 settembre 2024 Palazzetto dello Sport, Roma Durata: 2h:09 - Spettatori: 200 | Heidelberg | 3 - 2 | Terville Florange | 22-25, 26-28, 25-22, 25-22, 16-14 |

##### Finale 3º posto
| 22 settembre 2024 Palazzetto dello Sport, Roma Durata: 2h:29 - Spettatori: 150 | Béziers | 3 - 2 | Terville Florange | 25-22, 23-25, 25-27, 25-23, 18-16 |

##### Finale
| 22 settembre 2024 Palazzetto dello Sport, Roma Durata: 1h:52 - Spettatori: 1 020 | Roma Club | 3 - 1 | Heidelberg | 27-25, 21-25, 25-21, 25-18 |

## Classifica finale
| Pos | Squadra           | Qualificazione        |
| --- | ----------------- | --------------------- |
|     | Roma Club         | Challenge Cup 2024-25 |
| 2   | Heidelberg        |                       |
| 3   | Béziers           |                       |
| 4   | Terville Florange |                       |
| 5   | Kiele             |                       |
| 6   | Academy           |                       |

## Statistiche
| Rendimento individuale | Rendimento individuale | Rendimento individuale | Rendimento individuale |
| Pos.                   | Nome                   | Punti                  | Squadra                |
| ---------------------- | ---------------------- | ---------------------- | ---------------------- |
| 1                      | Alexandra Hadrych      | 70                     | Terville Florange      |
| 2                      | Karin Šunderlíková     | 69                     | Béziers                |
| 3                      | Dayana Segovia         | 68                     | Heidelberg             |
| 4                      | Ciara Debell           | 64                     | Béziers                |
| 4                      | Emily Holterhaus       | 64                     | Béziers                |

| Attacchi vincenti | Attacchi vincenti  | Attacchi vincenti | Attacchi vincenti |
| Pos.              | Nome               | Punti             | Squadra           |
| ----------------- | ------------------ | ----------------- | ----------------- |
| 1                 | Alexandra Hadrych  | 63                | Terville Florange |
| 2                 | Emily Holterhaus   | 57                | Béziers           |
| 2                 | Dayana Segovia     | 57                | Heidelberg        |
| 4                 | Ciara Debell       | 54                | Béziers           |
| 4                 | Gabriela Orvošová  | 54                | Roma Club         |
| 4                 | Karin Šunderlíková | 54                | Béziers           |

| Muri vincenti | Muri vincenti     | Muri vincenti | Muri vincenti     |
| Pos.          | Nome              | Punti         | Squadra           |
| ------------- | ----------------- | ------------- | ----------------- |
| 1             | Tat'jana Kulikova | 16            | Terville Florange |
| 2             | Marie Schölzel    | 13            | Roma Club         |
| 3             | Karson Bacon      | 12            | Terville Florange |
| 3             | Marissa Stockman  | 12            | Béziers           |
| 5             | Lola Hernández    | 11            | Heidelberg        |

| Battute vincenti | Battute vincenti   | Battute vincenti | Battute vincenti  |
| Pos.             | Nome               | Punti            | Squadra           |
| ---------------- | ------------------ | ---------------- | ----------------- |
| 1                | Michela Ciarrocchi | 7                | Roma Club         |
| 2                | Karin Šunderliková | 6                | Béziers           |
| 3                | Anna Adelusi       | 5                | Roma Club         |
| 4                | Karolína Fričová   | 4                | Terville Florange |
| 4                | Slađana Mirković   | 4                | Roma Club         |
| 4                | Wilma Salas        | 4                | Roma Club         |